# Kuurne-Brussel·les-Kuurne 2015
La Kuurne-Brussel·les-Kuurne 2015 va ser la 67a edició de la Kuurne-Brussel·les-Kuurne. Es disputà l'1 de març de 2015 sobre un recorregut de 193 km amb sortida i arribada a Kuurne.
El vencedor final fou el britànic Mark Cavendish (Etixx-Quick Step) que s'imposà a l'esprint a Alexander Kristoff (Team Katusha) i Elia Viviani (Team Sky), segon i tercer respectivament.

## Equips
L'organització convidà a 25 equips a prendre part en aquesta cursa:
| WorldTeams (9)- AG2R La Mondiale - BMC Racing Team - Etixx-Quick Step - FDJ - IAM Cycling - Katusha - Lotto NL-Jumbo - Lotto-Soudal - Sky Equips continentals professionals (11)- Bora-Argon 18 - Bretagne-Séché Environnement - CCC Sprandi Polkowice - Cofidis, Solutions Crédits - Europcar - MTN-Qhubeka - Nippo-Vini Fantini - Roompot - Southeast - Topsport Vlaanderen-Baloise - Wanty-Groupe Gobert Equips continentals (5)- Team3M - An Post-ChainReaction - CCT-Champion System - Veranclassic-Ekoï - Wallonie-Bruxelles |
| |

## Classificació final
|    | Cilista            | Equip                  | Temps      |
| -- | ------------------ | ---------------------- | ---------- |
| 1  | Mark Cavendish     | Etixx-Quick Step       | 4h 29' 00" |
| 2  | Alexander Kristoff | Team Katusha           | m.t.       |
| 3  | Elia Viviani       | Team Sky               | m.t.       |
| 4  | Tom Van Asbroeck   | Team Lotto NL-Jumbo    | m.t.       |
| 5  | Daniele Colli      | Nippo                  | m.t.       |
| 6  | Jempy Drucker      | BMC Racing Team        | m.t.       |
| 7  | Jens Debusschere   | Lotto-Soudal           | m.t.       |
| 8  | Kristian Sbaragli  | MTN-Qhubeka            | m.t.       |
| 9  | Raymond Kreder     | Roompot Oranje Peloton | m.t.       |
| 10 | Matteo Pelucchi    | IAM Cycling            | m.t.       |